# Войткі
Войткі (пол. Wojtki) — село в Польщі, у гміні Ботьки Більського повіту Підляського воєводства.
Населення — 98 осіб (2011).
У 1975-1998 роках село належало до Білостоцького воєводства.

## Демографія
Демографічна структура станом на 31 березня 2011 року:
|          | Загалом | Допрацездатний вік | Працездатний вік | Постпрацездатний вік |
| -------- | ------- | ------------------ | ---------------- | -------------------- |
| Чоловіки | 44      | 8                  | 28               | 8                    |
| Жінки    | 54      | 10                 | 25               | 19                   |
| Разом    | 98      | 18                 | 53               | 27                   |